# Francine Déry
Francine Déry, née à Trois-Rivière le 20 juillet 1943, est une poétesse québécoise.

## Biographie
Depuis 1972, Francine Déry est bien connue dans le milieu du livre au Québec. Elle a travaillé dans plusieurs maisons d’édition, notamment aux Éditions Hurtubise HMH et aux Presses de l’Université du Québec, sans oublier l’Association des éditeurs canadiens, chez qui elle a rempli les fonctions de secrétaire générale de 1979 à 1986.
Dans le cadre de ces fonctions, Francine Déry se fait connaître à travers le monde puisqu’elle est fréquemment appelée à représenter l’Association lors de Foires internationales et Salons du Livre (Francfort, Bruxelles, Paris, Varsovie, etc.). En 1992, c’est l'Union des écrivaines et des écrivains québécois qu’elle représente au Salon du livre de Genève. De plus, de1964 et 1965, Francine Déry est secrétaire-assistante de l'éditrice B.D. Simpson, responsable du Service aux collectivités à la librairie Leméac.
Francine Déry travaille régulièrement avec des artistes visuels, notamment pour En beau fusil avec des collages de Célyne Fortin (Éditions du Noroît, 1978), Le Noyau  avec des dessins de Serge April (Éditions du Noroît, 1980) ainsi que Le Tremplin avec des dessins de Monique Dusseault (Éditions du Noroît, 1988),,,.
Plusieurs publications culturelles et revues de création littéraire ont publié des textes signés Francine Déry depuis 1978, notamment Hobo-Québec, Liberté, Estuaire, Les Cahiers de la femme, La Nouvelle Barre du jour, Possibles, Arcade et Le Sabord, ici, et Actuelles et Sud, à l’étranger.
Membre honoraire de l’Association des libraires du Québec, Francine Déry est responsable de son Service de recherche bibliographique de 1987 à 2001. En même temps, elle fournit à l’Association, et à quelques maisons d’éditions québécoises, des services de rédaction et de révision.
Pendant la même période, Francine Déry est membre du jury en 1988 et 1990 et présidente en 1990 du Prix de poésie Émile-Nelligan. Elle connaît déjà cette distinction littéraire puisque son premier recueil, En beau fusil, est finaliste au Prix de poésie Émile-Nelligan en 1979.
Membre de l'Union des écrivaines et écrivains québécois, la poète a publié sept autres livres depuis En beau fusil,.

## Œuvres

### Poésie
- En beau fusil, collages de Célyne Fortin et préface de Denise Boucher, Montréal, Éditions du Noroît, 1978, 92 p.  (ISBN 0885240286)
- Un train bulgare, monotypes de Renée Devirieux, Montréal, Éditions du Noroît, 1980, 83 p.  (ISBN 2890180395)
- Le Noyau, avec quatre dessins de Serge April, Montréal, Éditions du Noroît, 1984, 92 p.  (ISBN 2890180921)
- Le Tremplin, avec deux dessins de Monique Dussault, Montréal, Éditions du Noroît, 1988, 87 p.  (ISBN 2890181650)
- Les Territoires de l’excès, préface de Denis Vanier avec un dessin de Patrick La Roque, Montréal, Éditions du Noroît, 1990, 119 p.  (ISBN 2890182177)
- Plexus de feu, Montréal, Éditions d’Orphée, 1995, 84 p.  (ISBN 2-89418-065-9)
- Cassiopée ou La porte de lecture, images de Danielle Cadieux, Montréal, Éditions François Côté, 2002, 14 p.  (ISBN 2-9807107-0-9)
- Sans explication : poésie en quatre récits, Montréal, Éditions de la Pleine lune, 2003, 109 p.  (ISBN 2-89024-159-9)
- Sarah blues, Montréal, Le Temps volé, 2010, 89 p.  (ISBN 978-2-921856-39-3)

## Prix et honneurs
- 1979 - Finaliste : Prix Émile-Nelligan (Pour En beau fusil)[6]